# Mark Looms
Mark Looms est un footballeur néerlandais, né le 24 mars 1981 à Almelo aux Pays-Bas. Il évolue comme stoppeur.

## Palmarès
Heracles Almelo
- Eerste divisie (D2)
  - Champion (1) : 2005